# Marinefliegergeschwader 3 „Graf Zeppelin“

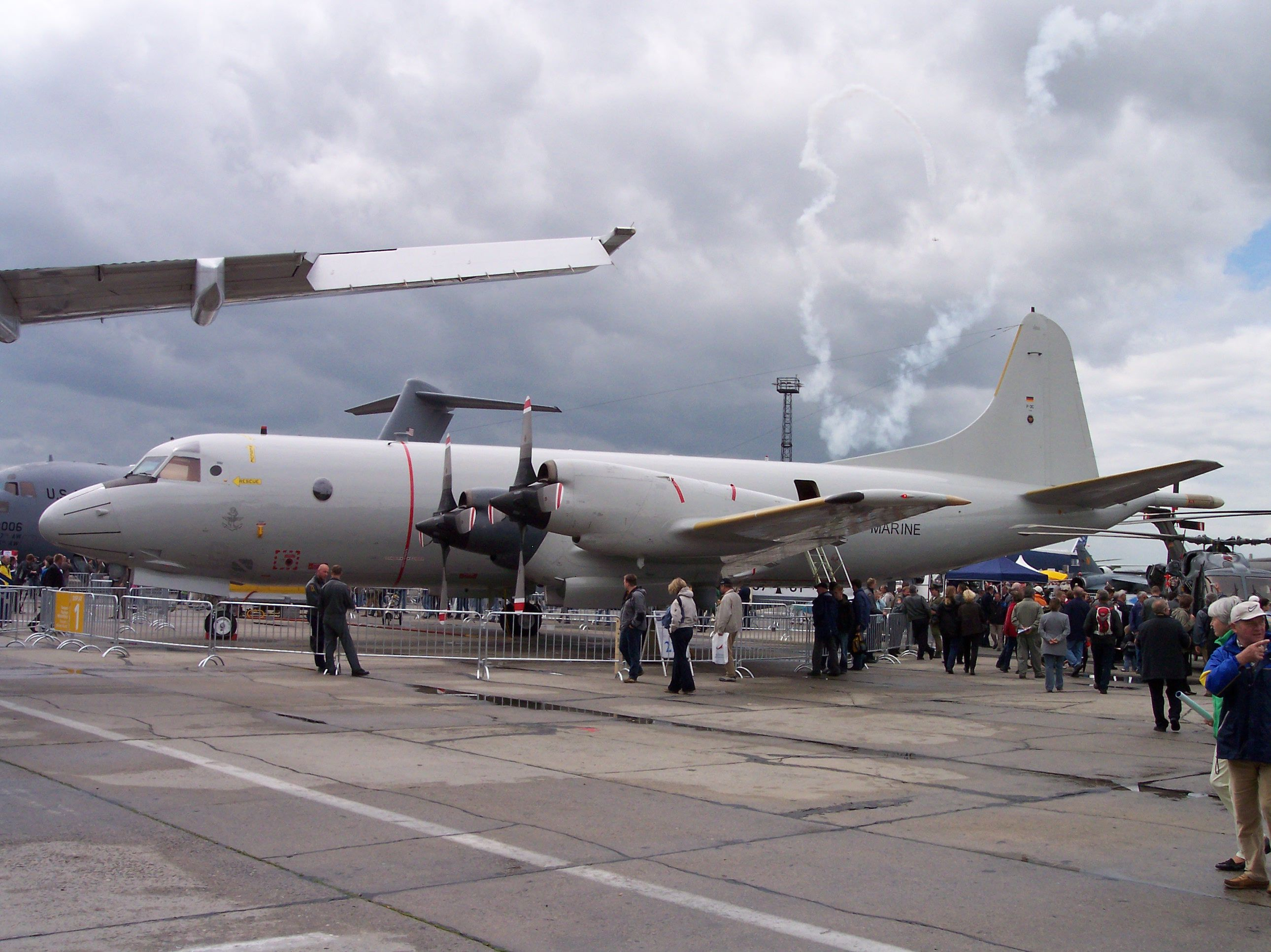
P-3C Orion

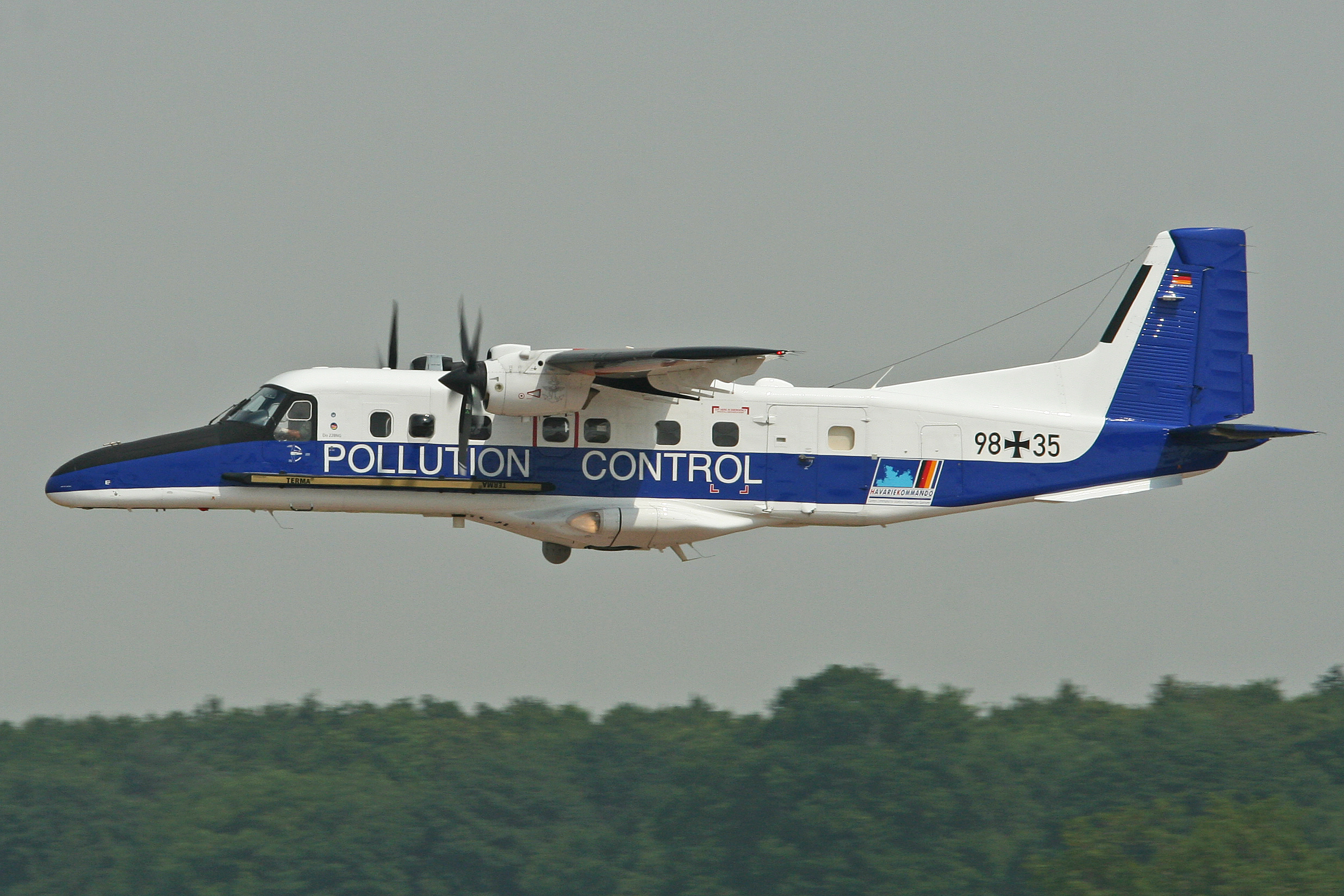
Dornier 228

Das Marinefliegergeschwader 3 „Graf Zeppelin“ (MFG 3 „GZ“) ist ein fliegendes Geschwader der Deutschen Marine, welches auf dem Fliegerhorst Nordholz beheimatet ist und dem Marinefliegerkommando untersteht. Das Geschwader ist mit Flugzeugen der Muster Lockheed P-3C Orion und Dornier 228 LM ausgerüstet.

## Auftrag
Der Auftrag des Geschwaders beinhaltet die weiträumige Seeraumüberwachung und Aufklärung, Über- und Unterwasserseekriegsführung, Personal- und Materialtransport, den Such- und Rettungsdienst sowie die Überwachung von Meeresverschmutzungen (Pollution Control).

## Geschichte
| Unfälle            | Unfälle | Unfälle     | Unfälle                             |
| ------------------ | ------- | ----------- | ----------------------------------- |
| Datum              | Typ     | Kennzeichen | Vorfall                             |
| 12. Mai 1966       | Gannet  | UA+115      | Absturz bei Kaufbeuren, drei Tote   |
| 24. September 1971 | BR 1150 | 61+20       | leichter Personenschaden            |
| 25. April 1978     | BR 1150 | 61+07       | 2 Leichtverletzte, Lfz Totalverlust |
| 3. Mai 1985        | BR 1150 | 61+05       | Notlandung, keine Verluste          |
| 3. Dezember 1993   | Mk 88   | 83+01       | Absturz, 2 Tote                     |
| 30. Januar 1994    | Mk 88   | 83+16       | Notwasserung, Lfz Totalverlust      |
| 30. Oktober 1999   | Mk 88   | 83+08       | Absturz über See, 1 Toter           |
| 16. Februar 2000   | Mk 88   | 83+14       | Notwasserung, Lfz Totalverlust      |

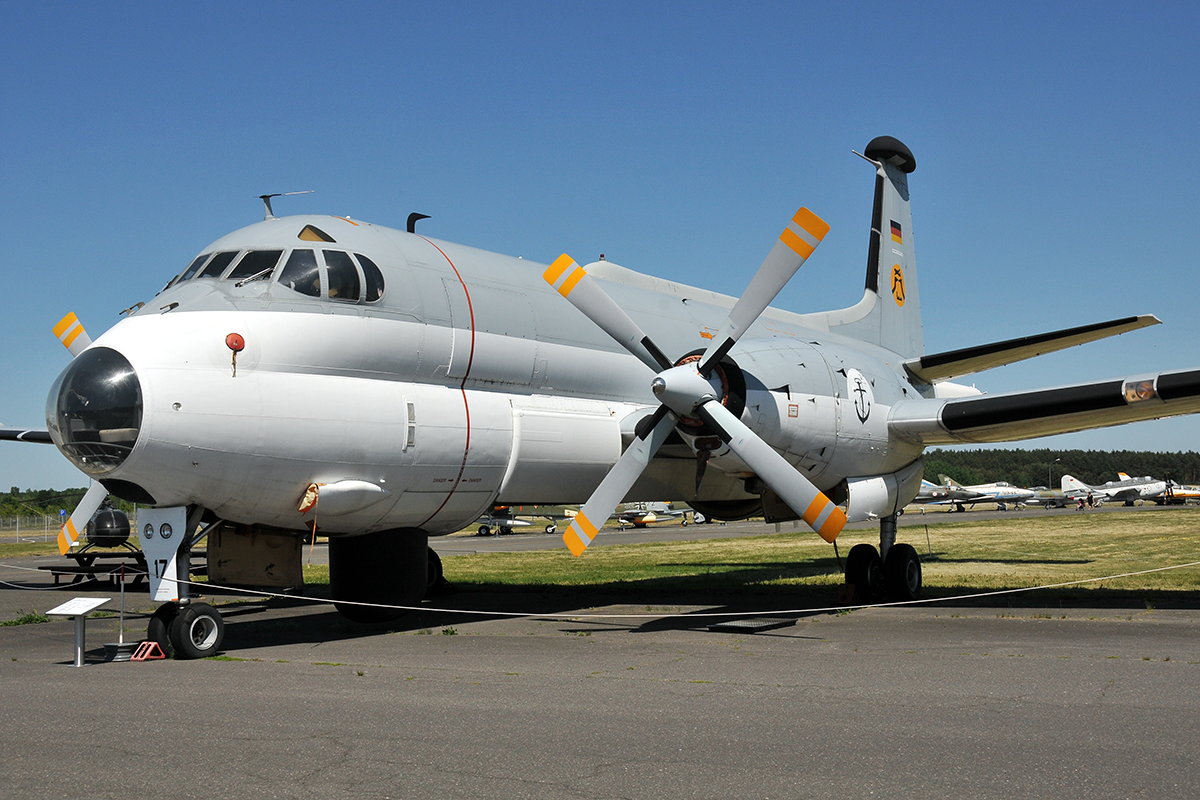
MFG 3 Br.1150

Am 1. Juni 1964 erhielt Fregattenkapitän Paul Kriebel mit dem Aufstellungsbefehl Nr. 128 der Marine den Auftrag, das Marinefliegergeschwader 3 aufzustellen. Den Kern bildete die Marine-U-Jagdstaffel, die bis dahin dem Marinefliegergeschwader 2 (MFG 2) unterstellt und in Westerland auf Sylt stationiert war. Im Oktober wurden Teile der Staffel auf den Fliegerhorst Nordholz verlegt und die U-Jagdstaffel offiziell in 2. Staffel/MFG 3 (2./MFG 3) umbenannt.
Die von Bundespräsident Heinrich Lübke verliehene Truppenfahne wurde am 3. Mai 1965 feierlich übergeben. Am 15. Juli 1965 wurde der erste Prototyp des Seefernaufklärers Breguet Atlantic (BR.1150 Atlantic) auf den Fliegerhorst Nordholz überführt, am 26. Januar 1966 übernahm das Geschwader die erste Maschine des Typs aus der Serienfertigung. Am 30. Juni desselben Jahres wurden nach insgesamt über 10.000 Flugstunden die U-Jagd-Flugzeuge Fairey Gannet (Gannet HS Mk4) außer Dienst gestellt. Am 1. April 1967 wurde das MFG 3 der NATO unterstellt und am 9. Juli 1967 mit dem Traditionsnamen Graf Zeppelin ausgezeichnet. Aus diesem Anlass übernahm die Stadt Friedrichshafen am 12. Dezember 1967 die Patenschaft über das MFG 3.
Im Jahr 1980 entschied der Bundesminister der Verteidigung, die Westland Mk 88 Sea Lynx-Bordhubschrauber der seegehenden Einheiten auf dem Fliegerhorst Nordholz zu stationieren, sie bildeten in Folge bis zu ihrer erneuten Ausgliederung die 3. Staffel des MFG 3. 1993 wurde die Inspektion Überleben auf See von der Marinefliegerlehrgruppe integriert.
Im September 1994 wurden zwei Dornier Do 28 und eine Dornier 228 LM der 2. Staffel des MFG 5 an das MFG 3 übergeben, 2002 bis 2003 durchliefen die Sea Lynx ein umfangreiches Modernisierungsprogramm, so dass im MFG 3 insgesamt 22 Hubschrauber in der Version Mk 88A im Einsatz sind. 2006 erhielt das MFG 3 acht Seefernaufklärer des Typs Lockheed P-3C Orion, welche von den Niederlanden übernommen wurden und die Breguet BR.1150 Atlantic ersetzten. Der letzte Flug einer Breguet Atlantic erfolgte am 20. Juni 2010.
Am 31. August 2012 wurde die erste neue Dornier 228NG zur Durchführung von Ölaufklärungsflügen übernommen und die 1991 in Dienst gestellte Dornier 228-212 ausgemustert. Nach Abschluss des Umzugs des MFG 5 von Kiel-Holtenau auf den Fliegerhorst Nordholz im November 2012 wurden die Sea Lynx-Helikopter an das MFG 5 abgegeben.

## Gliederung
Das Geschwader ist (Stand 2021) wie folgt gegliedert.
- Geschwaderstab
- Fliegende Gruppe
  - 1. Fliegende Staffel (P-3C)
  - 2. Fliegende Staffel (P-3C, Dornier 228)
  - Einsatzunterstützungszentrum
  - Eloka-Bodenstation
  - Sono-Bodenstation
- Technische Gruppe
  - Technische Staffel P-3C
  - Technische Staffel Allgemein/Dornier 228
- Stützpunktgruppe
  - Flugbetriebsstaffel
  - Nachschub- und Transportstaffel
  - Unterstützung durch den Geophysikalischen Beratungsdienst und die Feuerwehr

Zur Ausbildungsunterstützung nutzt das MFG 3 seit Außerdienststellung der P-3-Ausbildungsstaffel VP30 der United States Navy im Jahr 2020 die Dienste der Firmen ESG Aerosystems und MHD Rockland Services Inc., die mehrere P-3 im Unterauftrag der US Navy am Standort Keystone Heights vorhält.

## Kommodore
| Nr. | Name                                    | Beginn der Amtszeit | Ende der Amtszeit  |
| --- | --------------------------------------- | ------------------- | ------------------ |
| 18. | Kapitän zur See Oliver Ottmüller        | 3. April 2020       |                    |
| 17. | Fregattenkapitän Jörg Matthée           | 26. November 2015   | 3. April 2020      |
| 16. | Fregattenkapitän Per Fritz Weiler       | 5. April 2013       | 26. November 2015  |
| 15. | Fregattenkapitän Broder Nielsen         | 8. Oktober 2012     | 5. April 2013      |
| 14. | Kapitän zur See Christoph Beer          | 25. September 2009  | 8. Oktober 2012    |
| 13. | Kapitän zur See Rainer Kümpel           | 24. September 2005  | 25. September 2009 |
| 12. | Kapitän zur See Berend Burwitz          | 23. September 2002  | 23. September 2005 |
| 11. | Kapitän zur See Jürgen Ehle             | 2. März 1998        | 23. September 2002 |
| 10. | Kapitän zur See Dietrich Drescher       | August 1995         | März 1998          |
| 9.  | Kapitän zur See Wolfgang Müther         | Oktober 1992        | August 1995        |
| 8.  | Kapitän zur See Dietmar Eckert          | April 1989          | September 1992     |
| 7.  | Kapitän zur See Hermann Möhlmann        | April 1985          | März 1989          |
| 6.  | Kapitän zur See Eduard Wismeth          | Oktober 1980        | März 1985          |
| 5.  | Kapitän zur See Josef Lambertz          | April 1977          | September 1980     |
| 4.  | Kapitän zur See Dr. Hansjakob Kratzmair | April 1973          | März 1977          |
| 3.  | Kapitän zur See Helmut Kampe            | Oktober 1971        | März 1973          |
| 2.  | Kapitän zur See Hans-Alfred Renz        | April 1969          | Oktober 1971       |
| 1.  | Kapitän zur See Paul Kriebel            | 1. Juli 1965        | März 1969          |

## Geschwaderwappen
Die Farben wurden der Nationalflagge der Bundesrepublik Deutschland entsprechend gewählt. Die Zugehörigkeit zu den Marinefliegern wird durch Schwinge und Anker symbolisiert. Auf die U-Boot-Jagdrolle des Geschwaders deuten die gekreuzten Dreizacke hin. Die außen aufgeführten erstrebenswerten soldatischen Tugenden Treue, Mut, Bereitschaft; Zuverlässigkeit und Ausdauer korrespondieren mit den fünf Sternen.

## Bestand an Luftfahrzeugen
Im Jahr 2022 gehörten zum Marinefliegergeschwader 3 „Graf Zeppelin“ acht Seefernaufklärer Lockheed P-3C Orion und je ein Ölaufklärungs-/Transportflugzeug Dornier 228-212 LM und Dornier 228NG LM. Nach der Beendigung der Modernisierung der betagten P-3C Orion im Jahr 2020 beschloss das Verteidigungsministerium 2021 als Interimslösung die Beschaffung von fünf, später 8, Boeing P-8A Poseidon. Diese sollen ab 2025 dem Marinefliegergeschwader 3 unterstellt werden und bis zur Verfügbarkeit des deutsch-französischen Kooperationsvorhabens Maritime Airborne Warfare System (MAWS) bis 2035 im Einsatz sein.

## Auszeichnungen
- 1995: Fahnenband des Niedersächsischen Ministerpräsidenten für die Leistungen während der Operation Southern Cross.[8]